# Mangala Valles

Mangala Valles, THEMIS

Mangala Valles – system kanałów na powierzchni Marsa. Jego centrum znajduje się na 11,6° szerokości geograficznej południowej oraz 151,39° długości geograficznej zachodniej (♂ 11,46°S 151,39°W/-11,460000 -151,390000). Mangala Valles biegnie na obszarze o średnicy 900 km.
Kanały Mangala Valles powstały w wyniku erozji powodowanej przez płynącą wodę. Kanały te powstały błyskawicznie w czasie powodzi trwającej od jednego do trzech miesięcy gdy dolinami w ciągu sekundy płynęło 50 milionów m³ wody.
Decyzją Międzynarodowej Unii Astronomicznej nadana w 1973 roku nazwa tego obszaru pochodzi od słowa w sanskrycie oznaczającego planetę Mars.